# 一宮市立千秋東小学校
一宮市立千秋東小学校（いちのみやしりつちあきひかししょうがっこう）は、愛知県一宮市千秋町にある公立小学校。

## 概要
- 一宮市立千秋小学校から分離し開校。千秋地区東部の小学校である。

## 沿革
- 1981年（昭和56年）
  - 4月2日 - 開校式を行う。
  - 6月29日 - プールが完成する。
- 1982年（昭和57年）2月16日 - 屋内運動場が完成する。
- 2006年（平成18年）11月 - ビオトープが完成する。

## 通学区域
- 千秋町加納馬場、千秋町芝原[1]。

## 進学先中学校
- 一宮市立千秋中学校

## 交通アクセス
- 名鉄犬山線石仏駅下車、徒歩約15分。
- 名鉄犬山線布袋駅下車、徒歩約25分。
- i-バス千秋町コース（愛称：千秋ふれあいバス）「平松不動産」バス停より徒歩約5分。